# Niviventer andersoni
Niviventer andersoni is een knaagdier uit het geslacht Niviventer dat voorkomt in de bergen van Midden-China (Oost-Tibet, Yunnan, West-Sichuan, Noord-Guizhou en Zuid-Shaanxi). Deze soort is nauw verwant aan N. excelsior, die in hetzelfde gebied voorkomt. Deze twee soorten vormen samen een primitieve groep binnen Niviventer, die mogelijk een apart geslacht is. Dit dier is in de eerste jaren van de 20e eeuw voor het eerst gevangen door Malcolm Anderson. Later is het als ondersoort van andere Niviventer-soorten gezien en zelfs geassocieerd met Maxomys moi.
Deze soort lijkt veel op N. excelsior, maar is veel groter. De lange, behaarde staart eindigt in een borstel. De onderkant is geheel wit; van de bovenkant is de eerste helft bruin en de tweede wit. De kop-romplengte bedraagt 150 tot 198 mm, de staartlengte 194 tot 269 mm, de achtervoetlengte 31 tot 40 mm, de oorlengte 22 tot 28 mm, de lengte van de witte staartpunt 23 tot 105 mm, de lengte van de borstel aan de staart 4 tot 10 mm en de grootste schedellengte 38.7 tot 45.7 mm. Op de staart zitten 11 tot 14 schubben per cm.
N. andersoni en N. excelsior behoren tot een relictfauna in de westelijke hooglanden van China, waar ook dieren voorkomen als de reuzenpanda (Ailuropoda melanoleuca), de spitsmuismollen (Uropsilus), de Gansumol (Scapanulus oweni), spitsmuizen als Blarinella (meerdere soorten), Salenski's spitsmuis (Chodsigoa slaenskii) en Sorex cylindricauda, de gouden stompneusaap (Rhinopithecus roxellanae), de eekhoorn Sciurotamias forresti, de Chinese huppelmuis (Eozapus sechuanus) en woelmuizen als Neodon irene.
Niviventer andersoni · Niviventer brahma · Niviventer bukit · Niviventer cameroni · Niviventer confucianus · Niviventer coninga · Niviventer cremoriventer · Niviventer culturatus · Niviventer eha · Niviventer excelsior · Niviventer fengi · Niviventer fraternus · Niviventer gladiusmaculus · Niviventer excelsior · Niviventer gracilis† · Niviventer hinpoon · Niviventer huang · Niviventer lepturus · Niviventer lotipes · Niviventer mekongis · Niviventer niviventer · Niviventer pianmaensis · Niviventer preconfucianus† · Niviventer rapit · Niviventer sacer · Niviventer tenaster